# فلاديمير ألكسندر سميرنوف
فلاديمير ألكسندر سميرنوف (1 سبتمبر 1917 - 1 نوفمبر 2000) هو عالم حشرات سوفييتي المولد عمل في المغرب وكندا في مجال المكافحة البيولوجية، وخاصة عند استخدام بكتيريا عصية تورنجية لإدارة حشرات الغابات.
وُلد في سانت بطرسبرغ وتعلم في معهد الغابات بالاتحاد السوفيتي. عمل في المعهد الوطني للبحث الزراعي في المغرب، ثم انتقل إلى خدمة الغابات الكندية في كيبك عام 1957. حصل على وسام كندا في 1997 وتوفي بنزيف دماغي.
ولد في سانت بطرسبرغ وتعلم في معهد الغابات بالاتحاد السوفييتي، وحصل على درجة الدكتوراه في دراسات المكافحة البيولوجية من أكاديمية الغابات. غادر الاتحاد السوفييتي وعمل في المعهد الوطني للبحوث الزراعية [الإنجليزية] في المغرب. انتقل إلى دائرة الغابات الكندية في كيبيك عام 1957 ودرس مكافحة الذباب المنشاري وحشرات الغابات الأخرى باستخدام الفيروسات والكائنات الحية الأخرى. وكان يعمل في محطة أبحاث الغابات Chute aux Galets وتقاعد في عام 1984. حصل على وسام كندا في عام 1997، توفي بسبب نزيف في المخ.